# João Pereira da Silva Borges Fortes Filho
João Pereira da Silva Borges Fortes Filho (Cachoeira do Sul, c. 1818 — 1893 ) foi um médico e político brasileiro.

## Vida
Irmão de Manuel Pereira da Silva Continentino, médico de Dom Pedro II, e filho de pais abastados, aos 14 anos foi enviado ao Rio de Janeiro para estudar, retornando ao Rio Grande do Sul depois de concluir a Faculdade de Medicina do Rio de Janeiro.
Filiado ao Partido Conservador, envolveu-se logo com a política, abandonando a medicina depois de poucos anos. Foi diversas vezes eleito deputado à assembléia provincial, sendo presidente da casa em 1871 e 1872. Foi eleito duas vezes deputado geral.
Foi agraciado cavaleiro da Imperial Ordem da Rosa e da Imperial Ordem de Cristo. Em seu final de vida foi nomeado, por Júlio Prates de Castilhos, médico da Colônia Jaguari.